# Saint Vincent e Grenadine ai Giochi della XXXII Olimpiade
Saint Vincent e Grenadine ha partecipato ai Giochi della XXXII Olimpiade, che si sono svolti a Tokyo, Giappone, dal 23 luglio all'8 agosto 2021 (inizialmente previsti dal 24 luglio al 9 agosto 2020 ma posticipati per la pandemia di COVID-19) con una delegazione di tre atleti impegnati in due discipline.

## Delegazione
| Sport            | Uomini | Donne | Totale |
| ---------------- | ------ | ----- | ------ |
| Atletica leggera | -      | 1     | 1      |
| Nuoto            | 1      | 1     | 2      |
| Totale           | 1      | 2     | 3      |

## Risultati

### Atletica leggera
Femminile
Eventi su pista e strada
| Atleta           | Evento      | Batteria  | Batteria  | Semifinale      | Semifinale      | Finale          | Finale          |
| Atleta           | Evento      | Risultato | Posizione | Risultato       | Posizione       | Risultato       | Posizione       |
| ---------------- | ----------- | --------- | --------- | --------------- | --------------- | --------------- | --------------- |
| Shafiqua Maloney | 800 m piani | 2'07"89   | 7ª        | Non qualificata | Non qualificata | Non qualificata | Non qualificata |

### Nuoto
| Atleta        | Evento                      | Batterie | Batterie  | Semifinali      | Semifinali      | Finale          | Finale          |
| Atleta        | Evento                      | Tempo    | Posizione | Tempo           | Posizione       | Tempo           | Posizione       |
| ------------- | --------------------------- | -------- | --------- | --------------- | --------------- | --------------- | --------------- |
| Shane Cadogan | 50 m stile libero maschili  | 24"71    | 49º       | Non qualificato | Non qualificato | Non qualificato | Non qualificato |
| Amel Melih    | 50 m stile libero femminili | 28"57    | 59ª       | Non qualificata | Non qualificata | Non qualificata | Non qualificata |